# Moral of the Story
Moral of the Story è un singolo della cantante statunitense Ashe, pubblicato il 14 febbraio 2019 come primo estratto dal primo EP Moral of the Story: Chapter 1 e incluso nella pellicola P. S. Ti amo ancora.

## Tracce
Testi e musiche di Ashlyn Rae Willson, Casey Smith, Finneas O'Connell e Noah Conrad.
Download digitale
1. Moral of the Story – 3:21

Download digitale – Live
1. Moral of the Story (Live) – 3:43

Download digitale
1. Moral of the Story (feat. Niall Horan) – 3:18

## Formazione
- Ashe – voce
- Finneas O'Connell – produzione
- Noah Conrad – produzione

## Successo commerciale
Nonostante fosse uscita nel 2019 e dopo aver ottenuto un successo virale su TikTok solo l'anno seguente, Moral of the Story ha debuttato alla 71ª posizione della Billboard Hot 100 grazie a 9,7 milioni di streaming e 4 000 copie digitali vendute, segnando così il primo ingresso della cantante in tale classifica.

## Classifiche

### Classifiche settimanali
| Classifica (2020) | Posizione massima |
| ----------------- | ----------------- |
| Australia         | 44                |
| Austria           | 29                |
| Belgio (Fiandre)  | 54                |
| Belgio (Vallonia) | 54                |
| Canada            | 42                |
| Estonia           | 19                |
| Francia           | 71                |
| Grecia            | 36                |
| Irlanda           | 17                |
| Lettonia          | 22                |
| Lituania          | 21                |
| Norvegia          | 35                |
| Paesi Bassi       | 74                |
| Polonia           | 19                |
| Regno Unito       | 31                |
| Repubblica Ceca   | 17                |
| Slovacchia        | 34                |
| Stati Uniti       | 71                |
| Svizzera          | 30                |
| Ungheria          | 12                |

### Classifiche di fine anno
| Classifica (2020) | Posizione |
| ----------------- | --------- |
| Ungheria          | 96        |